# سوفیا اوچیگاوا
سوفیا اوچیگاوا (روسی: Софья Альбертовна Очигава؛ زادهٔ ۷ ژوئیهٔ ۱۹۸۷) بوکسور اهل روسیه است.